# Houmet Herbé
Houmet Herbé är en liten klippö  i Guernsey. Den ligger vid nordostspetsen på ön Alderney. På ön finns ruinerna av en befästning, Fort Houmet Herbé, byggd på 1850-talet.